# مرد اضافی (فیلم)
مرد اضافی (به انگلیسی: The Extra Man) فیلمی محصول سال ۲۰۱۰ و به کارگردانی شاری سینگر برمن است. در این فیلم بازیگرانی همچون کوین کلاین، پل دانو، کیتی هلمز، جان سی ریلی، پتی دی آبانویلی، لیسی گورنسن، ماریان سلدس، دن هدایا، جیسون باتلر هارنر، لین کوئن، جان پنکاو، جکی هافمن و جاناتان ایمس ایفای نقش کرده‌اند.